# Zarudzie (sielsowiet Rudzk)
Zarudzie (biał. Заруддзе, Zaruddzie; ros. Зарудье, Zarudje) – wieś na Białorusi, w obwodzie brzeskim, w rejonie janowskim, w sielsowiecie Rudzk.

## Historia
W XIX i w początkach XX w. położone było w Rosji, w guberni grodzieńskiej, w powiecie kobryńskim, w gminie Janów.
W dwudziestoleciu międzywojennym leżało w Polsce, w województwie poleskim, w powiecie drohickim, w gminie Janów. W 1921 wieś liczyła 89 mieszkańców, zamieszkałych w 13 budynkach. Wszyscy oni zadeklarowali narodowość tutejszą. 87 mieszkańców było wyznania prawosławnego i 2 mojżeszowego.
Po II wojnie światowej w granicach Związku Sowieckiego. Od 1991 w niepodległej Białorusi.